# 1211

## Události
- Čingischán zahájil svou mohutnou vojenskou expanzi
- založen premonstrátský klášter Nová Říše

## Narození
Česko
- ? – Anežka Česká, dcera Přemysla Otakara I., světice († 2. března 1282)

Svět
- 15. června – Fridrich II. Babenberský, vévoda rakouský a štýrský († 15. června 1246)
- ? – Jindřich VII. Štaufský, král Sicílie a Svaté říše římské jako spoluvládce svého otce Fridricha II., vévoda švábský a básník († 12. února 1242)
- ? – Markéta Bourbonská, navarrská královna a hraběnka ze Champagne jako manželka Theobalda I. († 1256)
- ? – Eleonora Portugalská, dánská královna († 28. srpna 1231)

## Úmrtí
- 2. února – Adléta Míšeňská, česká kněžna a královna jako první manželka Přemysla I. (* po 1160)
- 26. března – Sancho I., portugalský král (* 1154)
- 16. května – Měšek I. Křivonohý, slezský údělný kníže a polský senior (* mezi 1131–1146)
- 14. října – Ferdinand Kastilský, kastilský infant a následník trůnu (* 29. listopadu 1189)

## Hlava státu
- České království – Přemysl Otakar I.
- Svatá říše římská – Ota IV. Brunšvický
- Papež – Inocenc III.
- Anglické království – Jan Bezzemek
- Francouzské království – Filip II. August
- Polské knížectví – Lešek I. Bílý – Měšek IV.
- Uherské království – Ondřej II.
- Sicilské království – Fridrich I.
- Kastilské království – Alfonso VIII. Kastilský
- Rakouské vévodství – Leopold VI. Babenberský
- Skotské království – Vilém Lev
- Portugalské království – Sancho I. Portugalský / Alfons II. Portugalský
- Norské království – Inge II.
- Nikajské císařství – Theodor I.
- Latinské císařství – Jindřich
- Nikájské císařství – Theodoros I. Laskaris